# Aleksandros Mawrokordatos
Aleksandros Mawrokordatos, książę (gr. Αλέξανδρος Μαυροκορδάτος; ur. 11 lutego 1791, zm. 18 sierpnia 1865) – ambasador Porty w Paryżu, następnie grecki, prozachodni mąż stanu i dowódca powstańczy, przeciwnik polityczny prorosyjskiego stronnictwa J. i A. Kapodistriasów i głównego, powstańczego dowódcy wojskowego Theodorosa Kolokotronisa; przewodniczący zgromadzenia narodowego w Epidaurze, które 13 stycznia 1822 proklamowało niepodległość Grecji i uchwaliło jej pierwszą, nowoczesną, republikańską, jednak nie zaakceptowaną przez większość powstańczych sił konstytucję; wsparty w tym dziele politycznie i finansowo przez wysłannika rządu Anglii Lorda Byrona; następnie wielokrotny minister i premier; przywódca partii proangielskiej. W latach 1852–1854 ambasador grecki w Paryżu.